# Getbol
Getbol, piane di marea coreane, è un sito patrimonio dell'umanità dell'UNESCO riconosciuto nel 2021. Ubicato sulla costa sud-occidentale e meridionale della Corea del Sud, si affaccia sul Mar Giallo.

## Descrizione
Il sito è costituito da quattro diverse zone: Getbol Boseong-Suncheon, Getbol Gochang, Getbol Seocheon e Getbol Shinan. Le coste, costituite da cosiddetta piana di marea, presentano condizioni geologiche, oceanografiche e climatologiche che, nel tempo, hanno determinato grandi e complesse zone di sedimentazione costiera.
La sedimentazione in questi ambienti è essenzialmente di due tipi fondamentali:
- terrigena[2]: sviluppata a tutte le latitudini e controllata solo dai processi fisici in atto, dalla disponibilità di sedimento e da fattori geomorfologici;
- carbonatica: sviluppata in climi caldi (tropico-equatoriali), sia aridi che umidi, e caratterizzata da un'elevata produttività in loco di materiale carbonatico di origine sia biotica[3] che abiotica.

I sistemi costieri presentano esempi di estuario, baie aperte, piccoli arcipelaghi e laghetti. Le zone presentano una eccezionale presenza di biodiversità con circa 2.150 specie di flora e fauna, e tra esse almeno 22 specie minacciate. La fauna è costituita da invertebrati marini e da 118 specie di uccelli migratori.